# Rio Paquequer
Rio Paquequer är ett vattendrag i Brasilien.   Det ligger i delstaten Rio de Janeiro, i den sydöstra delen av landet, 900 km sydost om huvudstaden Brasília.
Omgivningen kring Rio Paquequer är huvudsakligen savann. Området är ganska glesbefolkat, med 43 invånare per kvadratkilometer.